# Exklusiv
Termen exklusiv, i en matematisk kontext, betecknar en serie där slutpunkterna inte ingår i serien. Exempel: "Heltalen -2 till 2 exklusiva" refererar till mängden {-1,0,1}. I detta exempel ingår alltså inte "-2" och "2"  själva i serien. Termen används i allmänhet för diskreta element.